# Ofelia Hooper

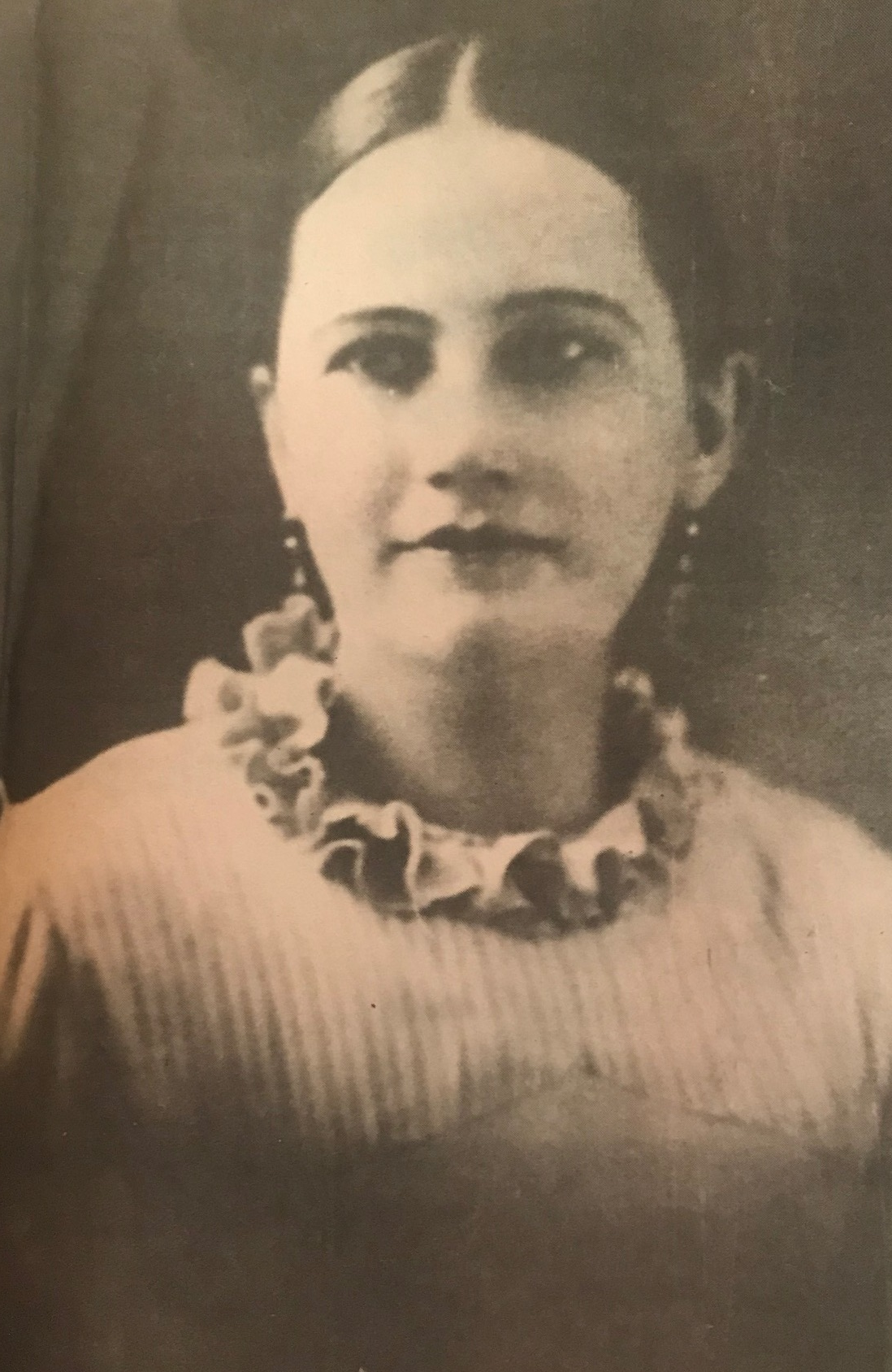
Ofelia Hooper, Aufnahme aus La Prensa, ca. 1930

Ofelia Hooper Polo (* 13. November 1900 in Las Minas, Provinz Herrera, Panama; † 23. September 1981 in Panama-Stadt) war eine panamaische Soziologin und Dichterin. Sie war die erste Absolventin der Sozial- und Wirtschaftswissenschaften an der Universidad de Panamá im Jahr 1943. Auf dem Gebiet der Soziologie begründete sie zusammen mit Demetrio Porras und Georgina Jiménez dieses Fach in Panama. Sie war eine Wegbereiterin des Genossenschaftswesens in Panama, wofür zwei nationale Auszeichnungen in ihrem Namen geschaffen wurden.

## Leben
Hooper war die Tochter von Maurice Hooper aus dem Clarendon Parish, Jamaika, und Olimpia Polo Valdés aus Las Minas. Ihre späteren Forschungen zu den Problemen ländlicher Gemeinschaften beruhen auf ihren Kindheitserfahrungen auf dem Lande im Landesinneren.
Ab 1917 arbeitete sie als Landlehrerin ohne Abschluss in Ocú. Um 1927 erwarb sie einen Abschluss als Grundschullehrerin des Instituto Nacional de Panamá. Im selben Jahr erwarb sie dort auch einen Bachelor-Abschluss in Geisteswissenschaften. Anschließend arbeitete sie in Ocú und Pesé. 1943 schloss sie ihr Studium der Sozial- und Wirtschaftswissenschaften an der Universidad de Panamá ab. Ihre Dissertation, die von dem deutschen Wirtschaftswissenschaftler Richard Fritz Behrendt betreut wurde, befasste sich mit Aspekten des sozialen Lebens auf dem Lande in Panama. Sie wurde 1945 im Boletín del Instituto de Investigaciones Sociales y Económicas der Universität veröffentlicht.
Parallel zu ihrer soziologischen Arbeit verfolgte Hooper auch literarische Interessen in Prosa und Lyrik. 1927 veröffentlichte sie Primicias. Weitere Beispiele finden sich in mehreren Anthologien der panamaischen Literatur.  In der panamaischen Poesie war sie neben Dora Pérez de Zárate eine der ersten Vertreterinnen der panamaischen Avantgarde. Sie war auch Mitarbeiterin der Kulturzeitschrift La Antena (1931) und der linksgerichteten Zeitschrift Frontera (1937).
Hooper war an der Ausarbeitung der Volkszählung von 1940 beteiligt, die von Georgina Jiménez geleitet wurde und an der auch die Demografin Carmen Miró mitarbeitete. Diese Volkszählung zeichnete sich durch die Anwendung einer wissenschaftlichen Methode und die erstmalige Erfassung der gesamten Bevölkerung an einem einzigen Tag aus.
Hooper war mit der soziologischen Analyse der ersten Landwirtschaftszählung im Bezirk Penonomé, dem Hauptort der Provinz Coclé, im Jahr 1943 betraut und setzte dabei Methoden ein, die die verschiedenen Probleme der Landbevölkerung, insbesondere der Bauernfamilien und der Frauen, durchleuchteten. Die Ergebnisse ermöglichten es ihr, die soziale Situation der panamaischen Bauernschaft genauer zu analysieren, was sie dazu veranlasste, kollektive Solidarität und die Förderung des Genossenschaftswesens  zur Verbesserung der Situation der ländlichen Gemeinschaftenvorzuschlagen.
In Folge gilt sie als Pionierin des Genossenschaftswesens in Panama, und ihr zu Ehren schuf die Cooperativa de Ahorro y Crédito El Educador Veragüense, R.L (COOPEVE) den Orden al Mérito Ofelia Hooper, Pionera del cooperativismo en Panamá. Im Jahr 2005 schuf das Instituto Panameño Autónomo Cooperativo de Panamá (IPACOOP) die Ofelia-Hopper-Medaille, mit der Genossenschaftler geehrt werden, die sich in diesem Bereich hervorgetan haben.
Exemplarische zusammenfassende Beiträge zur panamaischen Soziologie des ländlichen Raums sind Aspects of rural social life in Panama (1945) und Semblanza del hombre rural de Panamá (1969).
Im Jahr 1954 wurde sie Direktorin der Abteilung für genossenschaftliche Bildung im Ministerium für landwirtschaftliche Entwicklung. Diese Abteilung verantwortlich für die Gründung von landwirtschaftlichen Genossenschaften im ganzen Land, insbesondere in den Provinzen Herrera und Los Santos auf der Halbinsel Azuero.
Sie war Mitglied des Autorenteams, das die Studie über die Mittelschicht Lateinamerika für Panama im Rahmen der Gesamtstudie Materiales para el estudio de la clase media en América Latina der Unión Panamericana im Jahr 1950 erstellte.

## Veröffentlichungen (Auswahl)
- Primicias. Imprenta Nacional, Panamá 1927. (Gedichte)[6]
- Aspectos de la vida social rural de Panamá. In: Boletín del Instituto de Investigaciones Sociales y Económicas. Band II, Nr. 3, Februar 1945, S. 67–315.
- Semblanza del hombre rural de Panamá. Comisión de Estudios Interdisciplinarios para el Desarrollo, Panamá 1969.